# Classical Philology (журнал)
«Класи́чна філоло́гія» (англ. Classical Philology) — американський рецензійний науковий журнал. Привсячений проблемам античної греко-римської філології, історії, філософії, релігії, матеріальної культури, а також історіографії греко-римських студій. Видається з 1906 року видавництвом університету Чикаго. Виходить щоквартально. Мова видань — англійська.